# Guillaume Pontifs
Guillaume Pontifs est un maître-d'œuvre français.

## Biographie
Il est nommé maître maçon de la cathédrale de Rouen le 17 mai 1462 et succède à Geoffroi Richier. Il le restera jusqu'en 1496. Il introduit dans la cathédrale l'usage systématique des claires-voies, qui sera repris à Évreux, Fécamp et Eu.
Il poursuit le travail de Jenson Salvart et Geoffroi Richier dans le réaménagement du fenestrage du croisillon nord du transept. Il achève également la tour Saint-Romain par la réalisation d’un étage haut, couvert d’un toit en hache aux pans d'ardoise incurvés, de 1468 à 1478. Elle abritait neuf cloches.
De 1477 à 1479, il reprend complètement la librairie des chanoines (bibliothèque du chapitre) réalisée par Jenson Salvart, et construit l’« escalier des Libraires » qui permet son accès depuis le transept de la cathédrale, en 1479. Il en réalise les deux premières volées. Les deux suivantes sont réalisées en 1788, pour accéder au nouvel étage des archives, tout en respectant le style gothique initial. L’avant-portail de la cour des Libraires est achevé en 1484.
La chapelle Saint-André/Saint-Barthélémy du Revestiaire est fermée par une clôture de pierre légèrement incurvée, exécutée en 1479 à la demande de l'archidiacre Philippe de La Rose et d'une porte de fer forgé. Elle ouvre à l'est sur la grande sacristie dite « sacristie des chanoines » et à l'ouest au Revestiaire (vestiaire des chanoines).
La façade occidentale, visuellement déséquilibrée par la présence unique de la tour Saint-Romain, Guillaume Pontifs commence fin 1485 une tour au sud de la façade, la tour de Beurre, sous l'archiépiscopat de Robert de Croismare. Elle est financée par les aumônes versées pour compenser le droit d’user de laitages lors du Carême,. Jacques Le Roux qui lui succède l'achèvera en 1506.
Il meurt en 1497.

## Réalisation
- 1469-1477 : achèvement de la tour Saint-Romain
- 1479 : escalier des Libraires
- 1480 : clôture du Revestiaire
- 1482-1484 : avant-portail de la cour des Libraires
- 1485 : commence la construction de la tour de Beurre

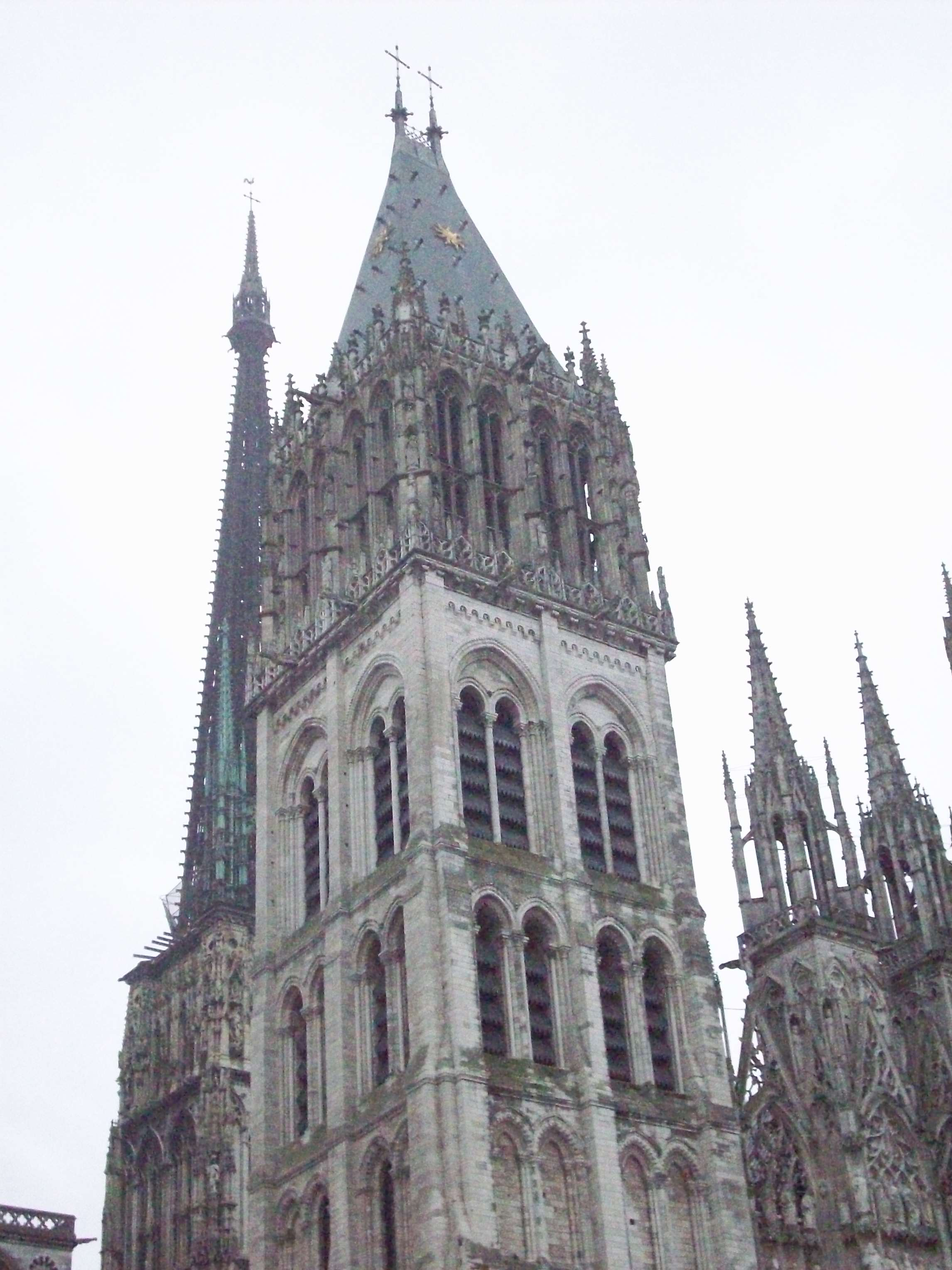
Tour Saint-Romain, dont il a réalisé le dernier étage.
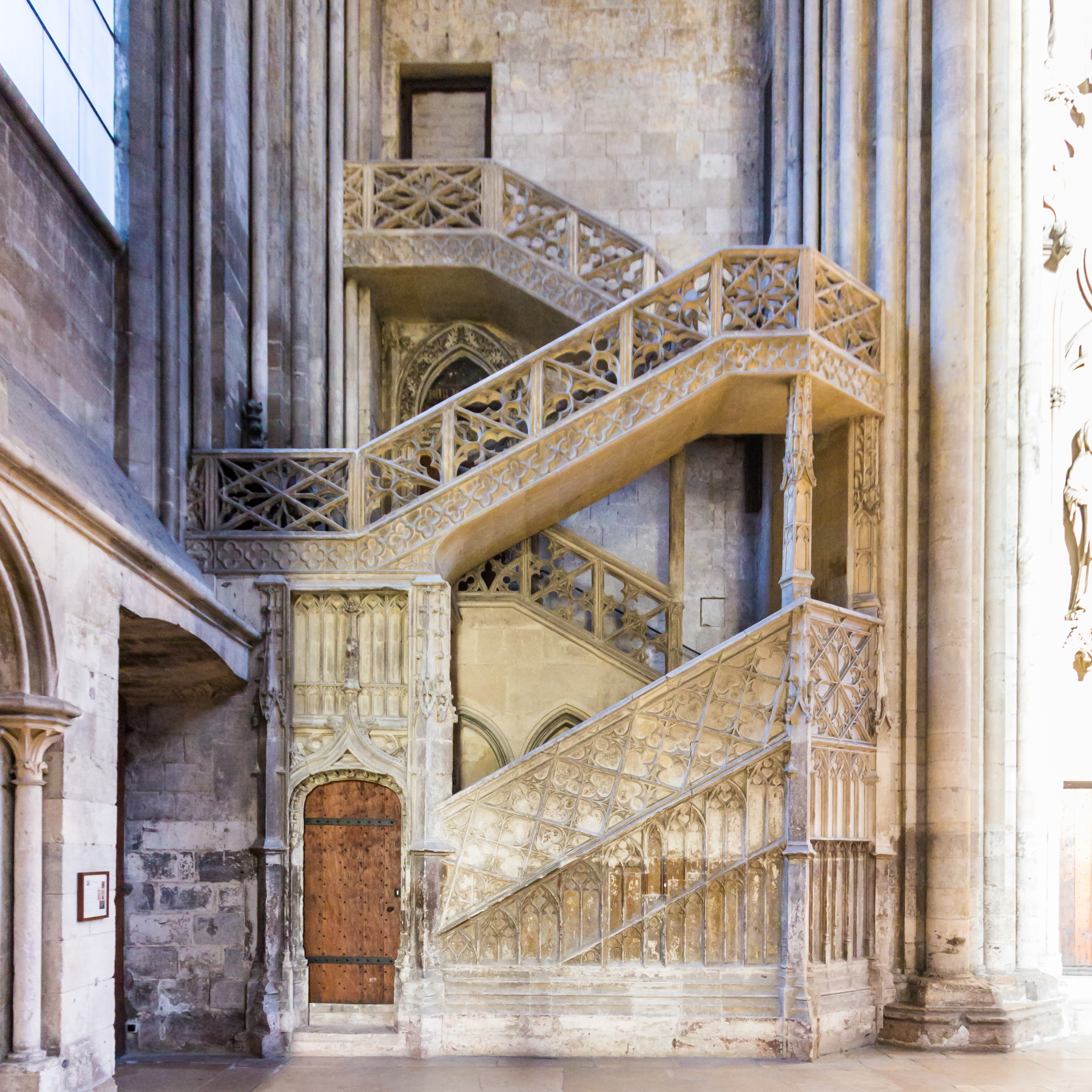
Escalier des Libraires, dont l'accès se fait depuis le transept nord de la cathédrale et permettait d'atteindre la bibliothèque des chanoines.
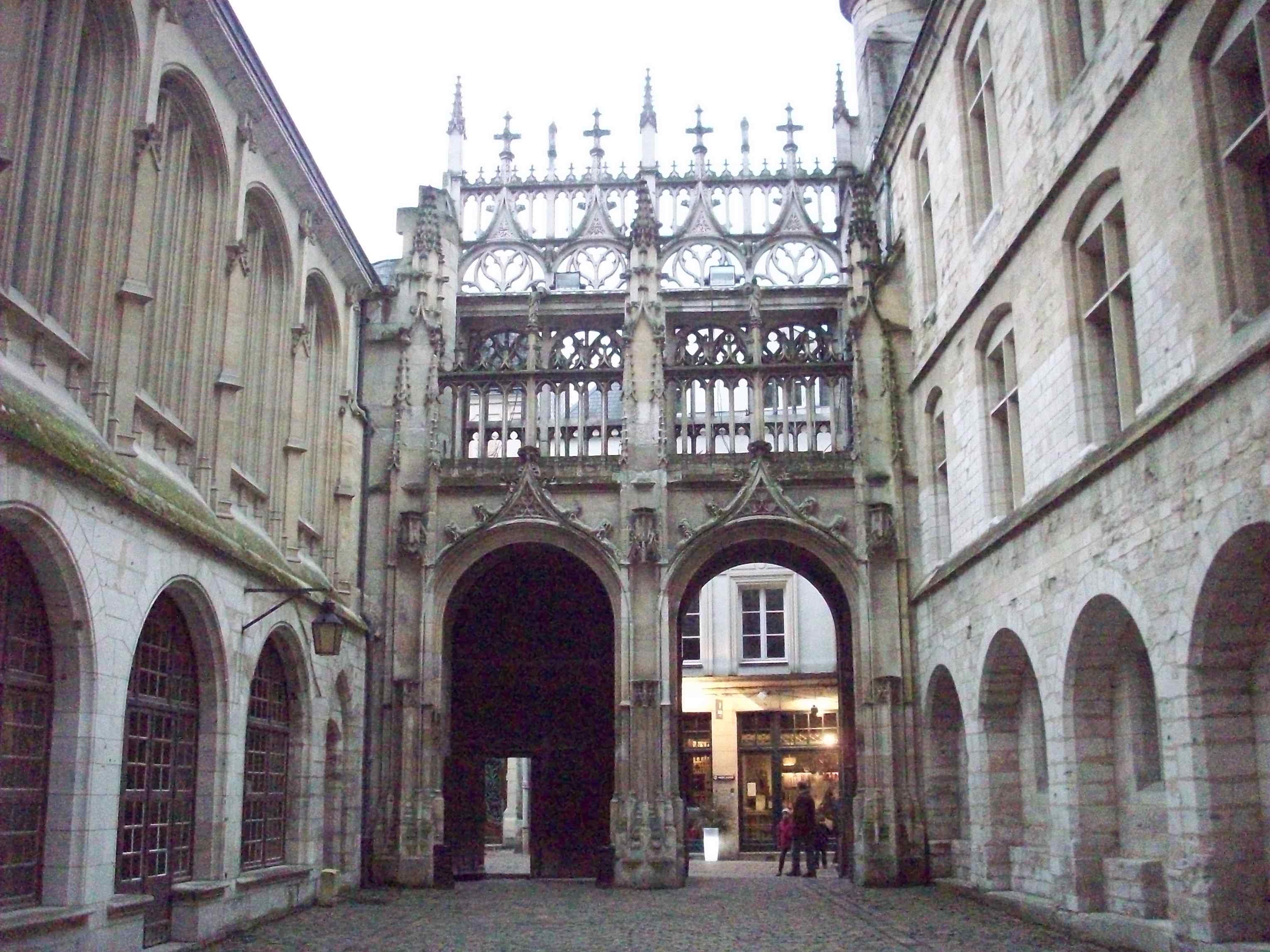
Revers de l'avant-portail de la cour des Libraires.
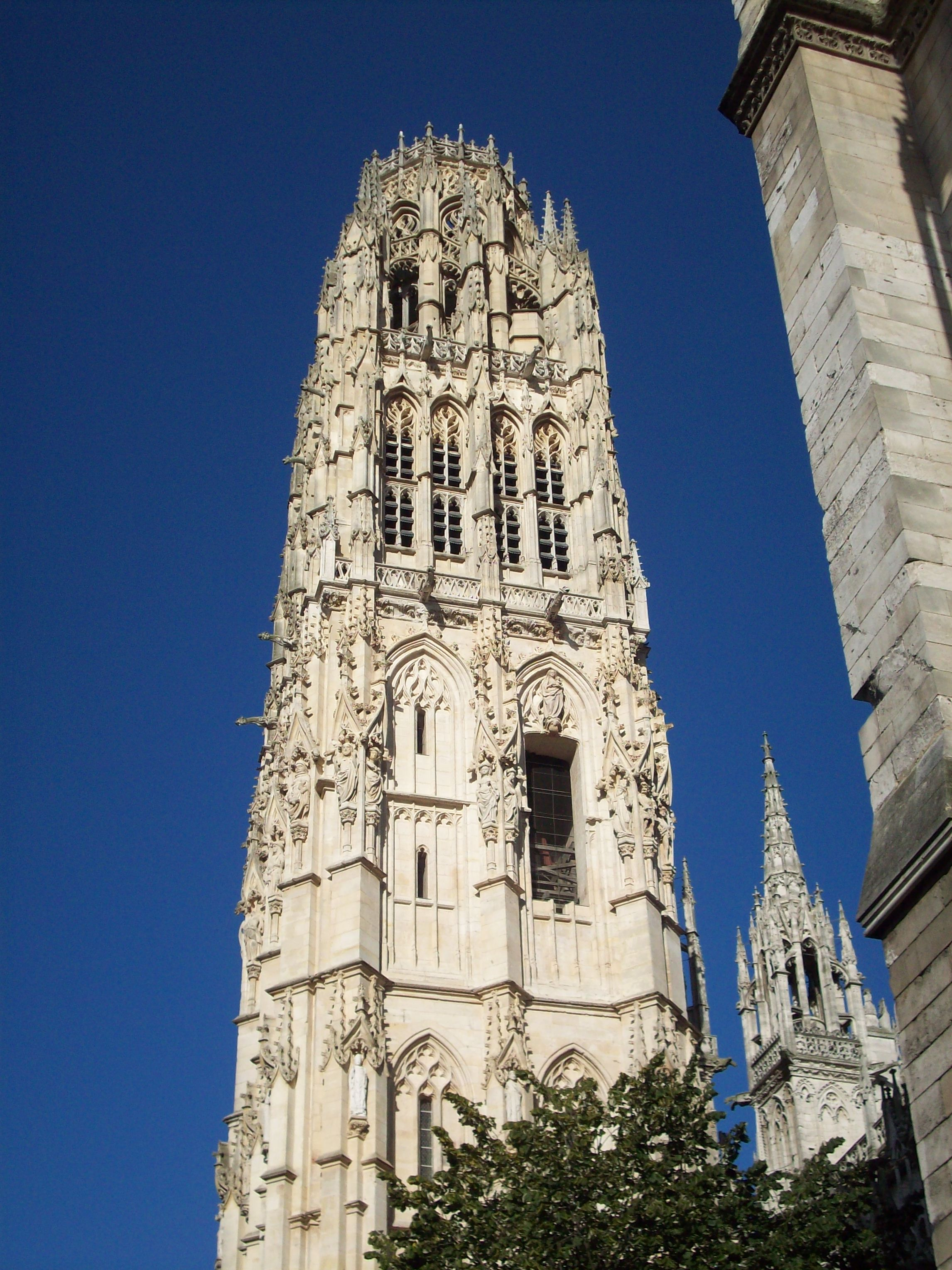
Tour de Beurre.

## Source
- Jacques Baudoin, La sculpture flamboyante en Normandie et Île-de-France, Nonette, éditions Créer, 1992, 354 p.,  (ISBN 2-902894-78-3), p. 60-61.